# おおぐま座ニュー星
おおぐま座ν星（おおぐまざニューせい、ν UMa / ν Ursae Majoris）は、おおぐま座の恒星で3等星。

## 概要
K型スペクトルの巨星で、地球からは3.49等と3等星と4等星の境の明るさで見える。1億年ほど前にスペクトル型B5の主系列星として生まれ、500万年ほどで水素核融合を終えたと見られる。地球からは7.4秒の位置に見える太陽によく似たG型主系列星の伴星を持っている。主星と伴星は少なくとも950au離れており、12,000年以上掛けて周回している。

## 名称
固有名のアルラ・ボレアリス (Alula Borealis) は、アラビア語で「1番目の足あと」を意味する al-qafza al-ūlā という言葉に由来する。これは元々ν星とξ星のペアに付けられていた名前で、ι星とκ星のペア、λ星とμ星のペアと共に、「ガゼルの足あと」という意味の qafazāt al-ẓibā というアラビアのアステリズムの一部であった。ν星にはラテン語で「北」を意味する Borealis が、ξ星には「南」を意味する Australis が付けられている。2016年7月20日、国際天文学連合の恒星の固有名に関するワーキンググループは、Alula Borealis をおおぐま座ν星の固有名として正式に承認した。